# میلو پراکسیداز
میلو پراکسیداز (به انگلیسی: Myeloperoxidase)

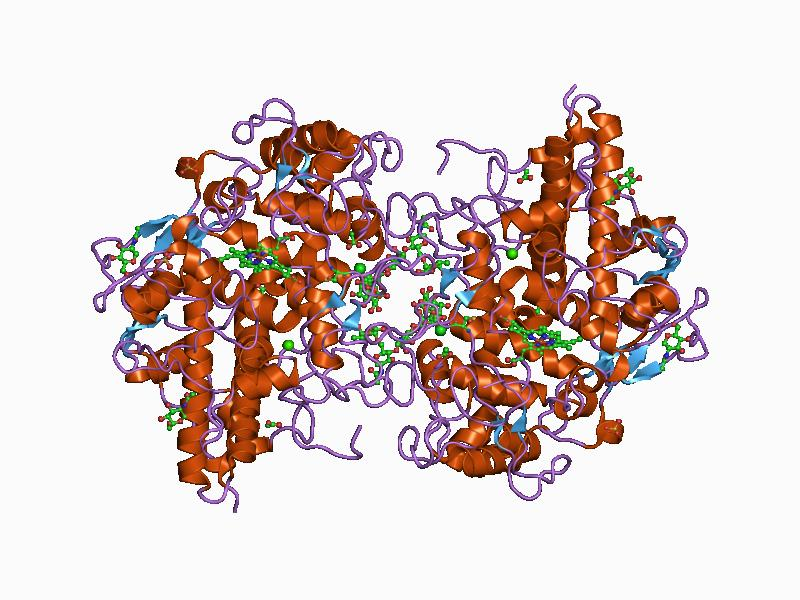
میلو پراکسیداز

- این آنزیم در گرانول‌های اولیه و آزروفیلیک نوتروفیل‌ها و در لیزوزوم‌های مونوسیت‌ها و نوتروفیل وجود دارد ولی در ماکروفاژ‌ها و پرو منوسیت‌ها وجود ندارد.[۱]

این آنزیم با تولید اسید هیپوکلروس در دفاع بدن در مقابل میکروارگانیسم‌ها نقش دارد.

## نارسایی در این آنزیم
نقص در این آنزیم می‌تواند اولیه یا ثانویه باشد.
۱-اولیه:
- یک بیماری نادر مادرزادی است.
- به وسیلهٔ شمارشگرهای اتوماتیک که میزان این آنزیمرا چک می‌کنند قابل تشخیص است.

۲-ثانویه:
- موقتی است و با درمان بیماری زمینه‌ای برطرف می‌شود.[۲]

## علت‌های نقص ثانویه درآنزیممیلو پراکسیداز
- داروها
- بیماری‌های عفونی شدید
- بدخیمی
- دیابت
- حاملگی[۲]

در نارسایی اولیه ممکن بیماری کامل یا ناقص باشد یعنی تنها بخشی از سلول‌ها درگیر باشند.

## پیش آگهی
معمولاً با افزایش ریسک عفونت همراه نیست.